# Wolfertsdorp
Wolfertsdorp was een dorp op het voormalige eiland Borssele in de Nederlandse provincie Zeeland. Het dorp verdween tijdens de stormvloeden van 1530 en 1532.
De parochie Wolfertsdorp was de jongste van de zes parochies in West-Borssele en lag ten zuidoosten van Monster. In Wolfertsdorp stond aanvankelijk een kapel die onder de parochie Oostkerke viel, maar in 1353 deden pastoor Nicolaas Colijnszoon en drie leden van de familie Van Borssele een succesvol verzoek aan de bisschop van Utrecht om de kapel van Wolfertsdorp tot parochiekerk te verheffen. In deze kerk was een vicarie voor Maria en Johannes de Doper.
In 1375 overstroomde West-Borssele. Pas in 1377 kwam het tot herdijking van het gebied, waarbij ook de organisatie van het dijkonderhoud werd verbeterd.
In 1530 werd het dorp getroffen door de Sint-Felixvloed. Een jaar later werd het gebied mede dankzij ambachtsheer Antonie de Lalaing weer drooggemaakt en er werd een nieuwe pastoor benoemd voor Wolfertsdorp. Bij de Allerheiligenvloed van 1532 overstroomde West-Borssele echter opnieuw en Wolfertsdorp ging definitief verloren. In 1533 bleek van het dorp niets meer over te zijn en zelfs de kerk was niet meer terug te vinden.
In 1645 werd op de locatie van Wolfertsdorp de Wolfertspolder aangelegd, maar in 1715 overstroomde ook deze weer.